# Алатна (Аляска)
Алатна (англ. Alatna) — переписна місцевість (CDP) в США, в окрузі Юкон-Коюкук штату Аляска. Населення — 15 осіб (2020).

## Географія
Алатна розташована за координатами 66°33′50″ пн. ш. 152°50′17″ зх. д. / 66.56389° пн. ш. 152.83806° зх. д. (66.563929, -152.838002).  За даними Бюро перепису населення США в 2010 році переписна місцевість мала площу 94,77 км², уся площа — суходіл.

### Клімат
Громада знаходиться у зоні, котра характеризується континентальним субарктичним кліматом. Найтепліший місяць — липень із середньою температурою 13.9 °C (57 °F). Найхолодніший місяць — січень, із середньою температурою -28.9 °С (-20 °F).
| Клімат Алатни           | Клімат Алатни | Клімат Алатни | Клімат Алатни | Клімат Алатни | Клімат Алатни | Клімат Алатни | Клімат Алатни | Клімат Алатни | Клімат Алатни | Клімат Алатни | Клімат Алатни | Клімат Алатни | Клімат Алатни |
| Показник                | Січ.          | Лют.          | Бер.          | Квіт.         | Трав.         | Черв.         | Лип.          | Серп.         | Вер.          | Жовт.         | Лист.         | Груд.         | Рік           |
| Середній максимум, °C   | −23           | −18           | −10           | 0             | 11            | 20            | 21            | 18            | 10            | −1            | −15           | −17,8         | 0             |
| Середня температура, °C | −29           | −24           | −19           | −7            | 5             | 13            | 14            | 11            | 4             | −6            | −21           | −26           | −7            |
| Середній мінімум, °C    | −35           | −32           | −28           | −16           | −1            | 5             | 7             | 4             | −1            | −11           | −26           | −33           | −13           |
| Норма опадів, мм        | 20            | 18            | 17            | 11            | 16            | 33            | 51            | 57            | 38            | 31            | 22            | 20            | 334           |
| ----------------------- | ------------- | ------------- | ------------- | ------------- | ------------- | ------------- | ------------- | ------------- | ------------- | ------------- | ------------- | ------------- | ------------- |
| Джерело: Weatherbase    |               |               |               |               |               |               |               |               |               |               |               |               |               |

## Демографія
Згідно з переписом 2010 року, у переписній місцевості мешкало 37 осіб у 12 домогосподарствах у складі 7 родин. Густота населення становила 0 осіб/км².  Було 19 помешкань (0/км²).
Расовий склад населення:
| - 97,3 % — корінних американців - 2,7 % — білих |

До двох чи більше рас належало 0,0 %. Частка іспаномовних становила 0,0 % від усіх жителів.
За віковим діапазоном населення розподілялося таким чином: 40,5 % — особи молодші 18 років, 48,7 % — особи у віці 18—64 років, 10,8 % — особи у віці 65 років та старші. Медіана віку мешканця становила 27,2 року. На 100 осіб жіночої статі у переписній місцевості припадало 68,2 чоловіків;  на 100 жінок у віці від 18 років та старших — 100,0 чоловіків також старших 18 років.
Цивільне працевлаштоване населення становило 1 особа. Основні галузі зайнятості: публічна адміністрація — 100,0 %.